# Flatoidinus scabrosus
Flatoidinus scabrosus är en insektsart som först beskrevs av Melichar 1902.  Flatoidinus scabrosus ingår i släktet Flatoidinus och familjen Flatidae. Inga underarter finns listade i Catalogue of Life.